# Urwaldsteig Edersee

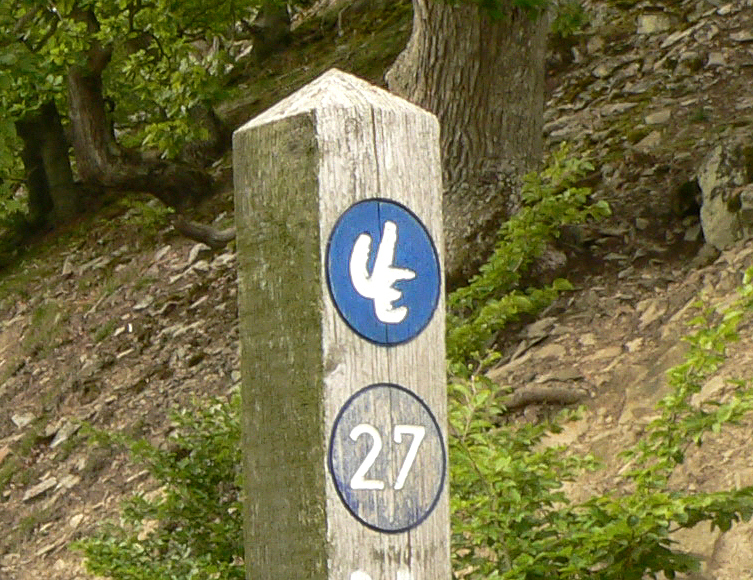
Wegzeichen – Urwaldsteig Edersee: weißes UE auf blauem Grund am Steilhang des Edersees

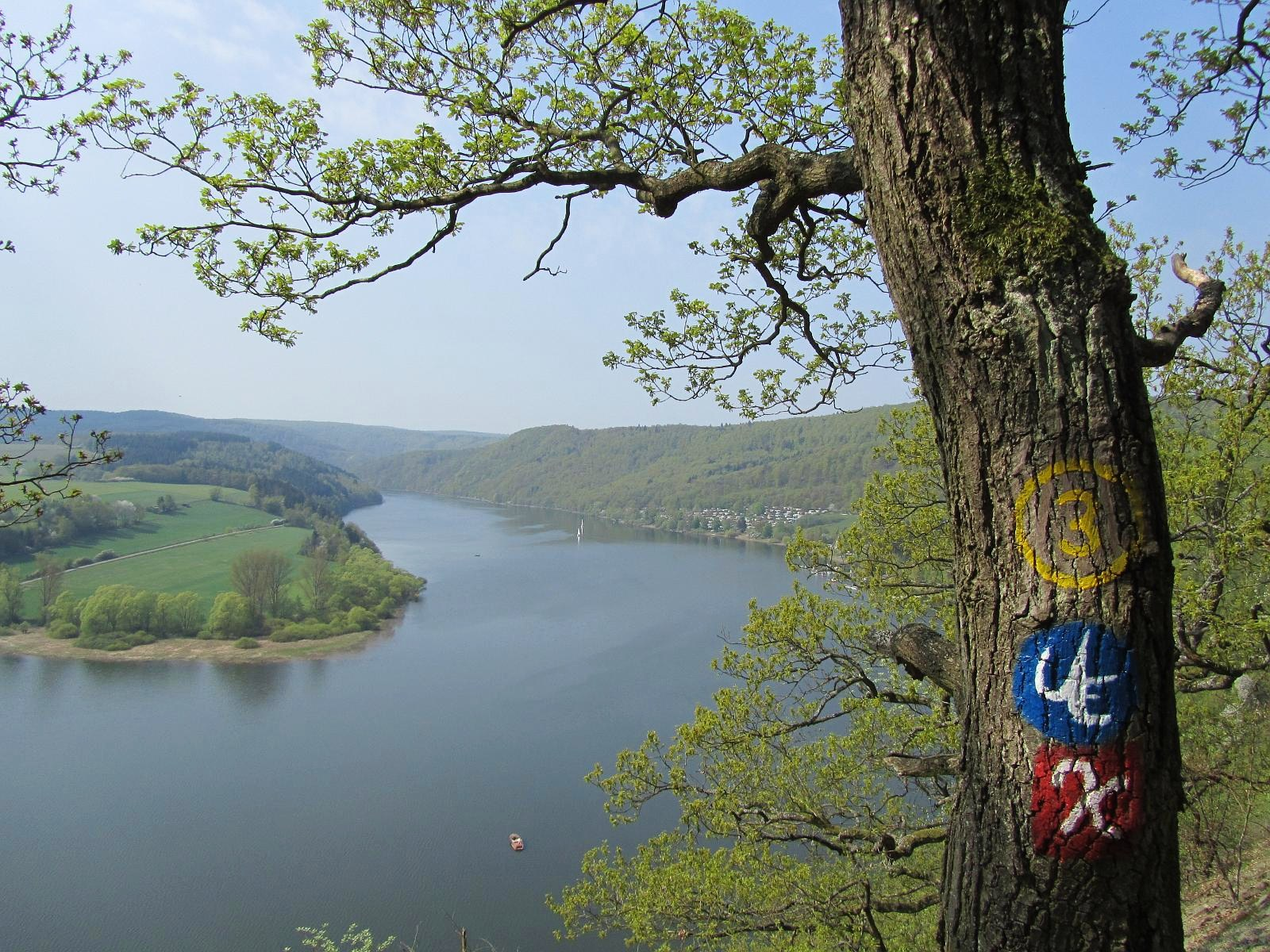
Blick von der Kahlen Hardt (NSG) auf den Edersee mit südlich von Basdorf am Stausee liegendem Campingplatz und Wegzeichen u. a. vom Kellerwaldsteig

Der Urwaldsteig Edersee ist ein etwa 68 km langer Rundwanderweg im nordhessischen Landkreis Waldeck-Frankenberg, der auf zumeist schmalen Pfaden an Steilhängen um den an der Eder gelegenen Stausee Edersee führt. Sein Wegzeichen ist ein weißes UE auf blauem Grund.

## Beschreibung
Der 2005 fertiggestellte Urwaldsteig Edersee befindet sich im Naturpark Kellerwald-Edersee und im Wesentlichen auch im Nationalpark Kellerwald-Edersee. Südlich des Edersees verläuft er durch die Rotbuchenwälder und nördlich des Stausees auch durch Trockeneichenwälder. Der Steig ist in sechs Etappen aufgeteilt, die in drei bis sechs Tagen erwandert werden können; außerdem gibt es zehn kurze, vom Hauptweg abzweigende Rundwege für Tagesausflügler. Auf einigen Abschnitten verläuft er gemeinsam mit dem Kellerwaldsteig und zwischen dem Schloss Waldeck und Uhrenkopf zusammen mit dem Habichtswaldsteig.

## Galerie

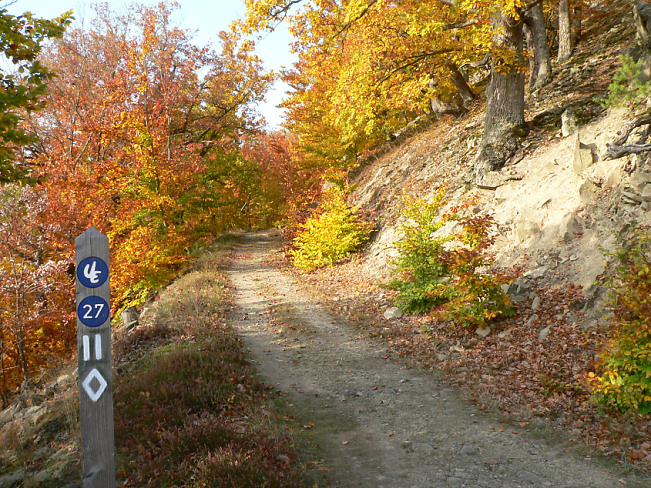
Wegzeichen mehrerer Wanderwege am Steig
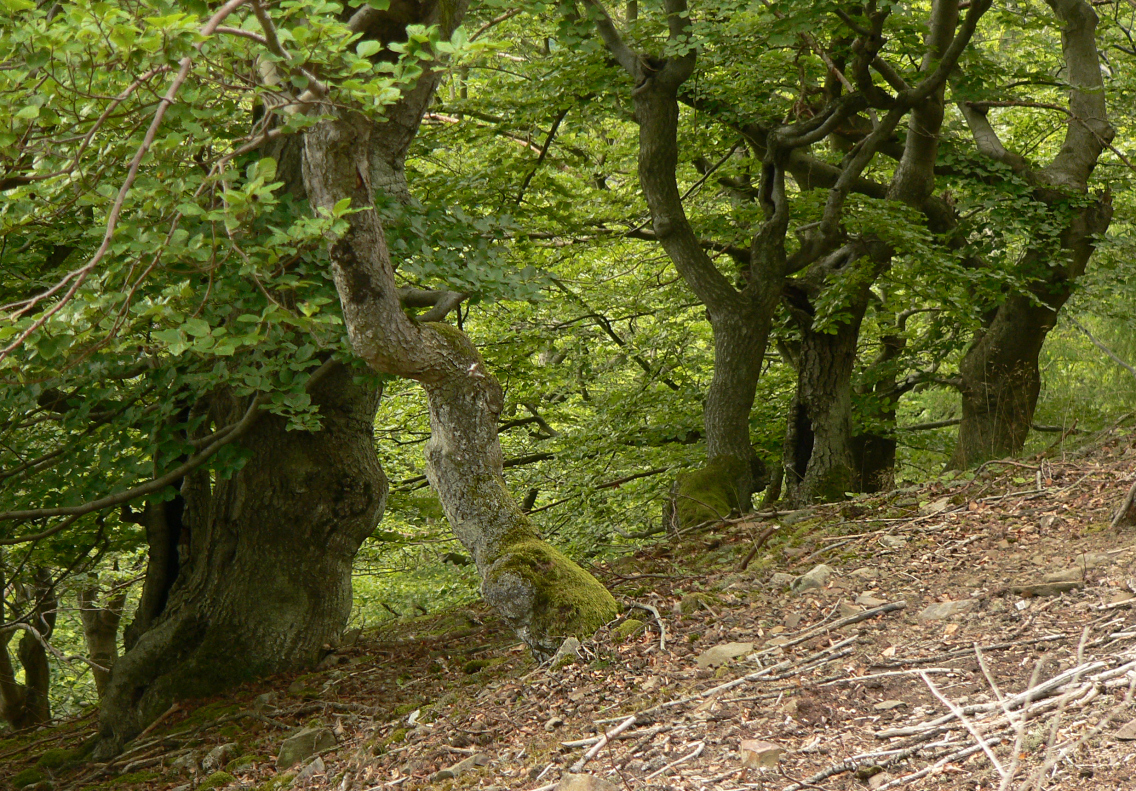
Knorrige Bäume auf einem Steilhang am Steig
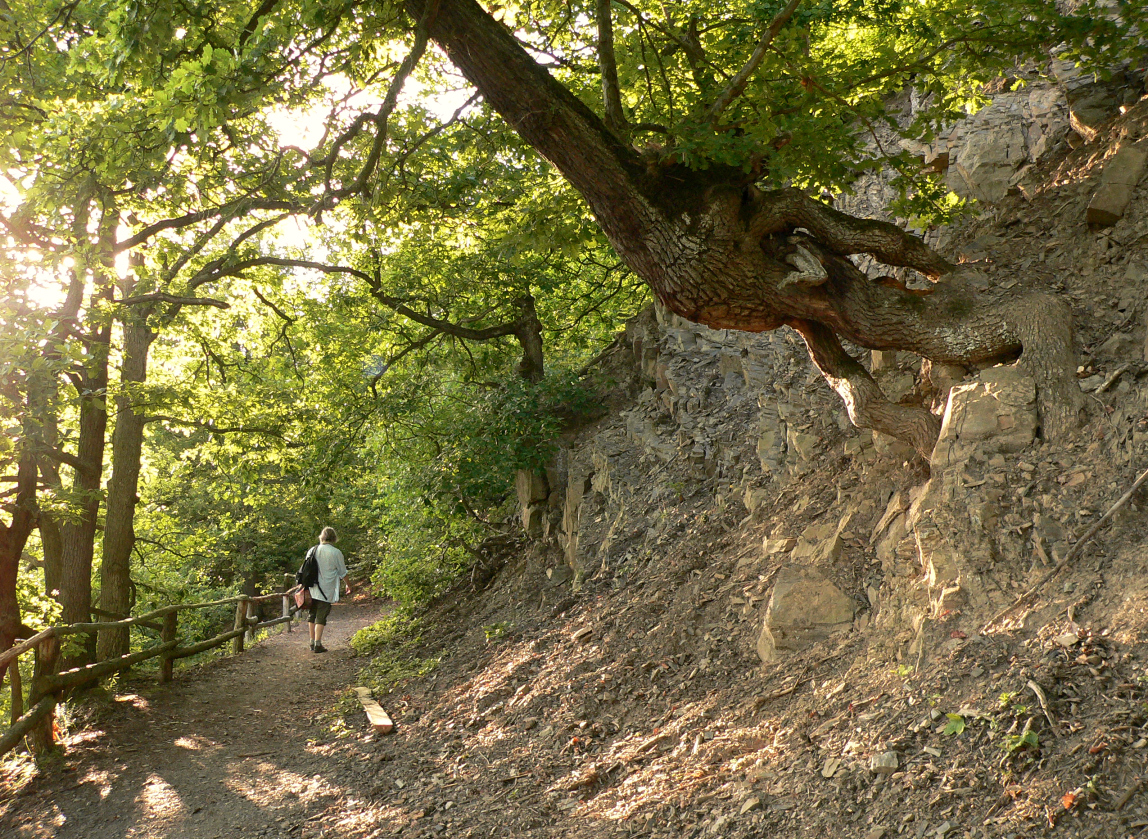
Schräg gewachsene Eiche am Steig

## Etappenübersicht
Die sechs Etappen des Urwaldsteig Edersee sind:
1. Waldecker Stadtteil Waldeck – Uhrenkopf – Infozentrum des Pumpspeicherkraftwerks Waldeck bei Hemfurth (ca. 8 km)
2. Infozentrum des Pumpspeicherkraftwerks Waldeck – Oberbecken Waldeck II – Bringhausen (ca. 11 km)
3. Bringhausen – vorbei an Asel-Süd – Kirchlotheim (ca. 13 km)
4. Kirchlotheim – NationalparkZentrum Kellerwald – Herzhausen – Asel (ca. 11 km)
5. Asel – Hünselburg – Halbinsel Scheid (zu Nieder-Werbe) (ca. 11 km)
6. Halbinsel Scheid – vorbei an Nieder-Werbe – Waldecker Stadtteil Waldeck (ca. 14 km)

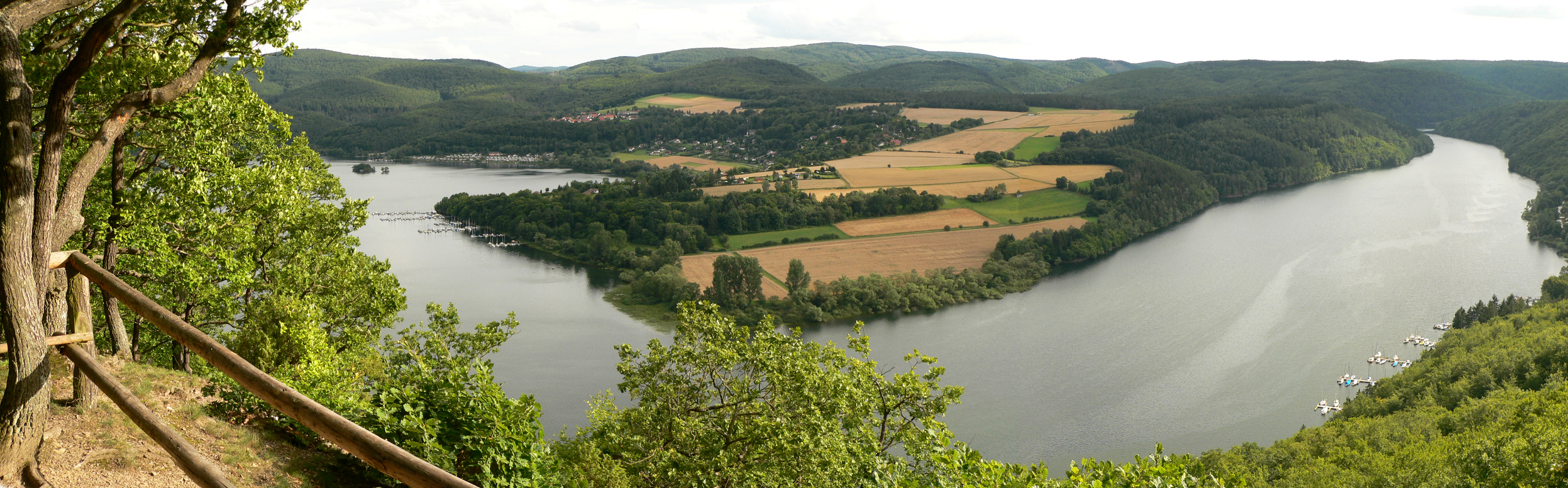
Panoramablick von Schöner Aussicht bei Basdorf auf den Edersee mit Liebesinsel (links) und Bringhausen (mittig) sowie dem Kellerwald (hinten)